# جو سكارز
جو سكارز (بالإنجليزية: Joe Skarz)‏ (13 يوليو 1989 بهدرسفيلد في المملكة المتحدة - ) هو لاعب كرة قدم بريطاني في مركز الدفاع. لعب مع أكسفورد يونايتد وشروزبري تاون ونادي بوري ونادي روذرهام يونايتد وهدرسفيلد تاون ونادي هارتلبول يونايتد.

## وصلات خارجية
- جو سكارز على موقع قاعدة بيانات كرة القدم.إي يو (الإنجليزية)
- جو سكارز على موقع Soccerbase.com (لاعب) (الإنجليزية)